# Barabus

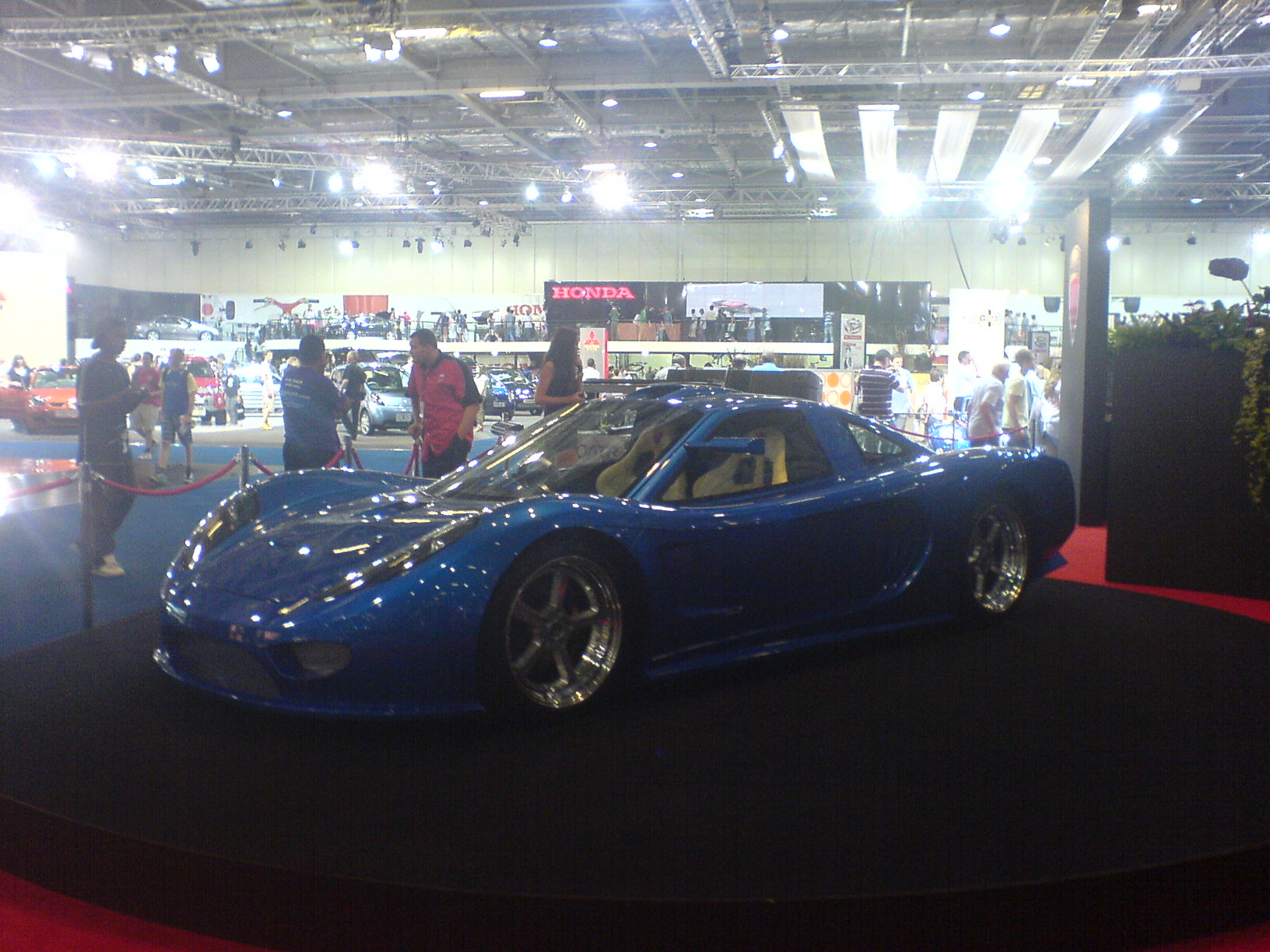
Barabus TKR

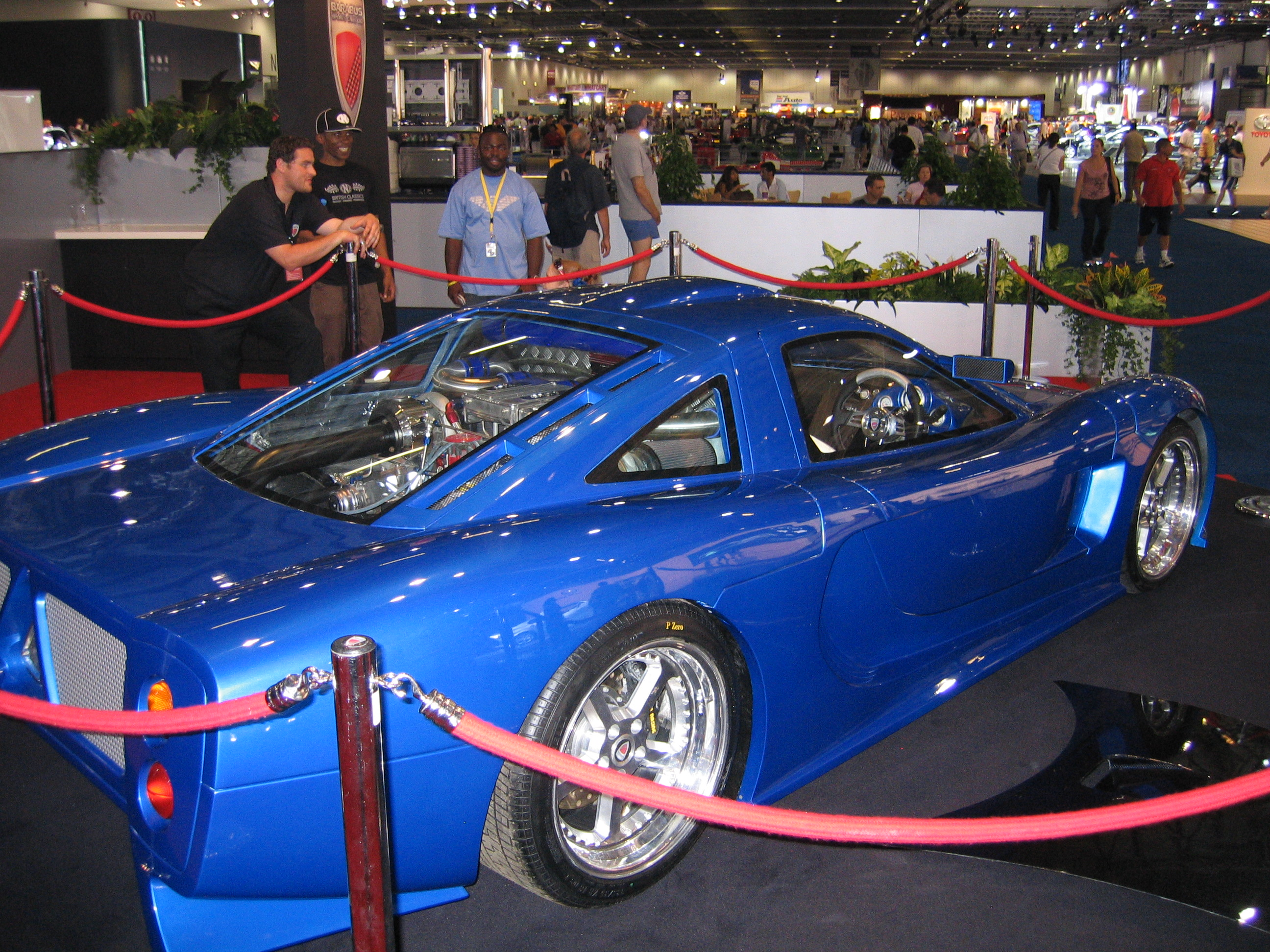

Barabus Sports Cars Limited war eine kleine Automobilmanufaktur mit Sitz in Manchester. Das Unternehmen existierte vom 15. Oktober 2004 bis zum 23. Januar 2007. Beteiligt waren Anthony Joseph Keating als Direktor sowie Paul Andrew Benson und Zophia Valeria Keating-Jones als Sekretäre.
Der außerhalb des Vereinigten Königreichs weitestgehend unbekannte Hersteller erregte Mitte 2006 Aufsehen, als er auf der International Motor Show in London einen Supersportwagen mit dem Namen „Barabus TKR“ vorstellte. Der Sprint von 0 auf 60 mph (96,56 km/h) soll laut Barabus in 1,67 Sekunden vollbracht sein, der Schub endet erst bei 435 km/h.
Als Nachfolger des Fahrzeugs gilt der Keating TKR.